# Pristomerus secundus
Pristomerus secundus là một loài tò vò trong họ Ichneumonidae.